# Commoptera setiventris
Commoptera setiventris är en tvåvingeart som beskrevs av Borgmeier 1971. Commoptera setiventris ingår i släktet Commoptera och familjen puckelflugor.
Artens utbredningsområde är Panama. Inga underarter finns listade i Catalogue of Life.